# La Sentinelle

La Sentinelle este o comună în departamentul Nord, Franța. În 1 ianuarie 2022 avea o populație de 3.140 de locuitori.